# Почезерское сельское поселение
Почезерское сельское поселение или муниципальное образование «Почезерское» — упразднённое муниципальное образование со статусом сельского поселения в Плесецком муниципальном районе Архангельской области. 
Соответствует административно-территориальной единице в Плесецком районе — Почезерскому сельсовету.
Административный центр — деревня Нижнее Устье.

## География
Почезерское сельское поселение находилось в западной части Плесецкого района Архангельской области. Выделяются озера Токшозеро, Колдозеро, Почозеро, Терехово, Молчозеро, Большое Нюхчозеро, Малое Нюхчозеро и реки: Ундоша и Токша.

## История
Муниципальное образование было образовано в 2006 году.
1 июня 2016 года (Законом Архангельской области от 25 марта 2016 года № 403-24-ОЗ), Почезерское сельское поселение было упразднено в влито в состав Кенозерского сельского поселения с административным центром в деревне Вершинино.
Декретом ВЦИК от 18 сентября 1922 года Олонецкая губерния была упразднена и разделена. Боярская, Бережно-Дубровская, Красновская, Почезерская, Карякинская и Захаровская волости Пудожского уезда перешли в состав Каргопольского уезда Вологодской губернии. В 1929—1963 годах Почезерский сельсовет входил в состав Приозёрного района, 1963—1965 годах — в состав  Каргопольского сельского района.

## Население
| \| 2005[7] \| 2010[8] \| 2011[9] \| 2012[10] \| 2013[11] \| 2014[12] \| 2015[13] \| \| ------- \| ------- \| ------- \| -------- \| -------- \| -------- \| -------- \| \| 751 \| ↘557 \| ↗562 \| ↘524 \| ↘507 \| ↘488 \| ↘442 \| \| 2016[1] \| \| \| \| \| \| \| \| ↘417 \| \| \| \| \| \| \| 100 200 300 400 500 600 700 800 2011 2016 |      |      |      |      |      |      |
| 2005 | 2010 | 2011 | 2012 | 2013 | 2014 | 2015 |
| 751 | ↘557 | ↗562 | ↘524 | ↘507 | ↘488 | ↘442 |
| 2016 |      |      |      |      |      |      |
| ↘417 |      |      |      |      |      |      |

## Состав сельского поселения
| № | Населённый пункт | Тип населённого пункта          | Население |
| - | ---------------- | ------------------------------- | --------- |
| 1 | Дедова Горка     | деревня                         | →0        |
| 2 | Кузьминка        | деревня                         | ↗48       |
| 3 | Нижнее Устье     | деревня, административный центр | ↗528      |
| 4 | Першинская       | деревня                         | ↘1        |
| 5 | Преснецовская    | деревня                         | →7        |
| 6 | Строева Горка    | деревня                         | →0        |
| 7 | Филипповская     | деревня                         | →0        |